# Оллдей, Питер
Пи́тер Чарльз О́ллдей (англ. Peter Charles Allday; 27 июня 1927, Уондсуэрт, Большой Лондон — 10 марта 2018, Бексхилл-он-Си, Юго-Восточная Англия) — британский легкоатлет, специалист по метанию молота. Выступал за сборные Англии и Великобритании по лёгкой атлетике в 1950-х годах, бронзовый призёр Игр Британской империи и Содружества наций в Кардиффе, чемпион английского национального первенства, участник двух летних Олимпийских игр.

## Биография
Питер Оллдей родился 27 июня 1927 года в Лондоне, Англия.
После Второй мировой войны вступил в Парашютный полк, проходил службу в Палестине и Германии, при этом успевая практиковаться в метании молота. В Германии тренировался у местного тренера Кристиана Боша. Уволившись из армии и вернувшись на родину, работал инженером в британской авиастроительной компании Hawker Aircraft. Состоял в Лондонском атлетическом клубе. Позже основал ассоциацию Hammer Circle, где собрал всех лучших метателей молота страны.
Впервые заявил о себе в лёгкой атлетике в сезоне 1952 года, когда вошёл в основной состав британской национальной сборной и благодаря череде удачных выступлений удостоился права защищать честь страны на летних Олимпийских играх в Хельсинки. Показал в метании молота результат 50,59 метра, расположившись в итоговом протоколе соревнований на 21 строке.
В 1954 году представлял Англию на Играх Британской империи и Содружества наций в Ванкувере, где занял в метании молота пятое место.
Находясь в числе лидеров легкоатлетической команды Великобритании и выиграв английское национальное первенство, благополучно прошёл отбор на Олимпийские игры 1956 года в Мельбурне — на сей раз метнул молот ровно на 58 метров, оказавшись в итоговом протоколе на девятой позиции. Также в этом сезоне установил свой личный рекорд и рекорд Великобритании в метании молота, показав результат 59,61 метра.
После мельбурнской Олимпиады Оллдей ещё в течение некоторого времени оставался в составе английской национальной сборной и продолжал принимать участие на крупнейших международных соревнованиях. Так, в 1958 году от Англии он побывал на Играх Британской империи и Содружества наций в Кардиффе, откуда привёз награду бронзового достоинства, выигранную в метании молота. Занял 18 место на чемпионате Европы в Стокгольме.
Был женат на британской легкоатлетке Сюзанн Оллдей, специализировавшейся на метании диска и толкании ядра, так же участвовавшей в Олимпийских играх 1952 и 1956 годов. Впоследствии развёлся и женился на другой женщине. В поздние годы занимался конструированием лодок и самолётов.
Умер 10 марта 2018 года в возрасте 90 лет.